# Mullur (U), Sindhnur
Mullur (U) là một làng thuộc tehsil Sindhnur, huyện Raichur, bang Karnataka, Ấn Độ.